# Apple M3
Der Apple M3 ist die dritte Generation der Arm-basierten System-on-a-Chip (SoC) von Apple für seine Mac-Computer. Es wird seit Ende 2023 im MacBook Pro mit 14-Zoll-Display und im iMac verbaut, seit März 2024 auch im MacBook Air. Der Chip wird im 3-nm-Verfahren vom taiwanischen Unternehmen TSMC gefertigt.

## Design
Der M3 besteht aus 25 Milliarden Transistoren (M2: 20 Milliarden, M1: 16 Milliarden).
Er verfügt – wie schon der M2 – über eine CPU mit vier Performance-Cores und vier Efficiency-Cores, ähnlich einer Konfiguration wie man sie auch bei Arm big.LITTLE findet.
Die Kerne sind dieselben wie im 2023 vorgestellten Apple A17 Pro, jedoch sind sie mit 4,05 GHz höher getaktet.
Weiterhin befinden sich auf dem SoC ein von Apple entwickelter Grafikprozessor (GPU) mit zehn Shader-Clustern.
Die CPU und die RAM-Chips sind zusammen in einem System-in-Package untergebracht. Es sind Konfigurationen mit 8, 16 und 24 GB Speicher verfügbar.
Eine Rosetta 2 genannte dynamische Emulationstechnologie ermöglicht die Ausführung von Software, welche für die x86-Architektur („Intel-Macs“) entwickelt worden ist.

## Produkte mit M3
- MacBook Pro (14″ und 16″, M3, 2023)
- iMac (24″, M3, 2023)
- MacBook Air (13" und 15", M3, 2024)
- iPad Air (11" und 13", 2025)